# V412 Андромеды
V412 Андромеды (лат. V412 Andromedae) — двойная затменная переменная звезда типа Алголя (EA) в созвездии Андромеды на расстоянии приблизительно 2405 световых лет (около 737 парсеков) от Солнца. Видимая звёздная величина звезды — от +12,4m до +11,95m. Орбитальный период — около 1,9087 суток.

## Характеристики
Первый компонент — жёлтая звезда спектрального класса G. Радиус — около 2,98 солнечных, светимость — около 9,035 солнечных. Эффективная температура — около 5798 K.